# Rue des Vinaigriers
La rue des Vinaigriers est une voie du 10e arrondissement de Paris. 

## Situation et accès
On trouve dans cette rue de nombreux créateurs, ateliers d'artistes et boutiques de créateurs au nombre desquels : la galerie Michèle Sauvalle, Zigouzis (la boutique des créateurs), L'Agneau doré, Pétillon, Véronique Nordey, La Petite Façon, Ma.Lice, La Baïta… Cette rue a son blog depuis septembre 2007.
La rue est desservie à distance par la station de métro Jacques Bonsergent.

## Origine du nom
Cette voie porte le nom d'un lieu-dit, le champ dit des Vinaigriers, auquel elle servait de limite.

## Historique
Cette voie est présentée sur le plan de Gomboust de 1652 sous le nom de « rue Carême-Prenant » et sur le plan de Delagrive de 1728 sous le nom de « ruelle des Vinaigriers ». D'après Jaillot, elle était appelée, en 1654, « ruelle de l'Héritier » car le propriétaire avait reçu les terrains en héritage.
En 1780, elle porte sa dénomination actuelle alors que ce n'est encore qu'un chemin ou une ruelle.
En 1813, ce n'était encore qu'une ruelle étroite et tortueuse. À cette époque, on commença à y élever des bâtiments, puis elle fut entièrement bordée de constructions d'après les alignements ministériels qui ont été maintenus par une ordonnance royale du 31 mars 1847.
Le 30 août 1914, lors du premier raid aérien, dès le début de la première Guerre mondiale, la no 39 rue des Vinaigriers est atteint, par une bombe de 2 kilos, lâchée par un avion Taube allemand. Elle ne fait pas de victime.
En 1946, la partie comprise entre les nos 73-87 du quai de Valmy a pris le nom de « rue Jean-Poulmarch ».

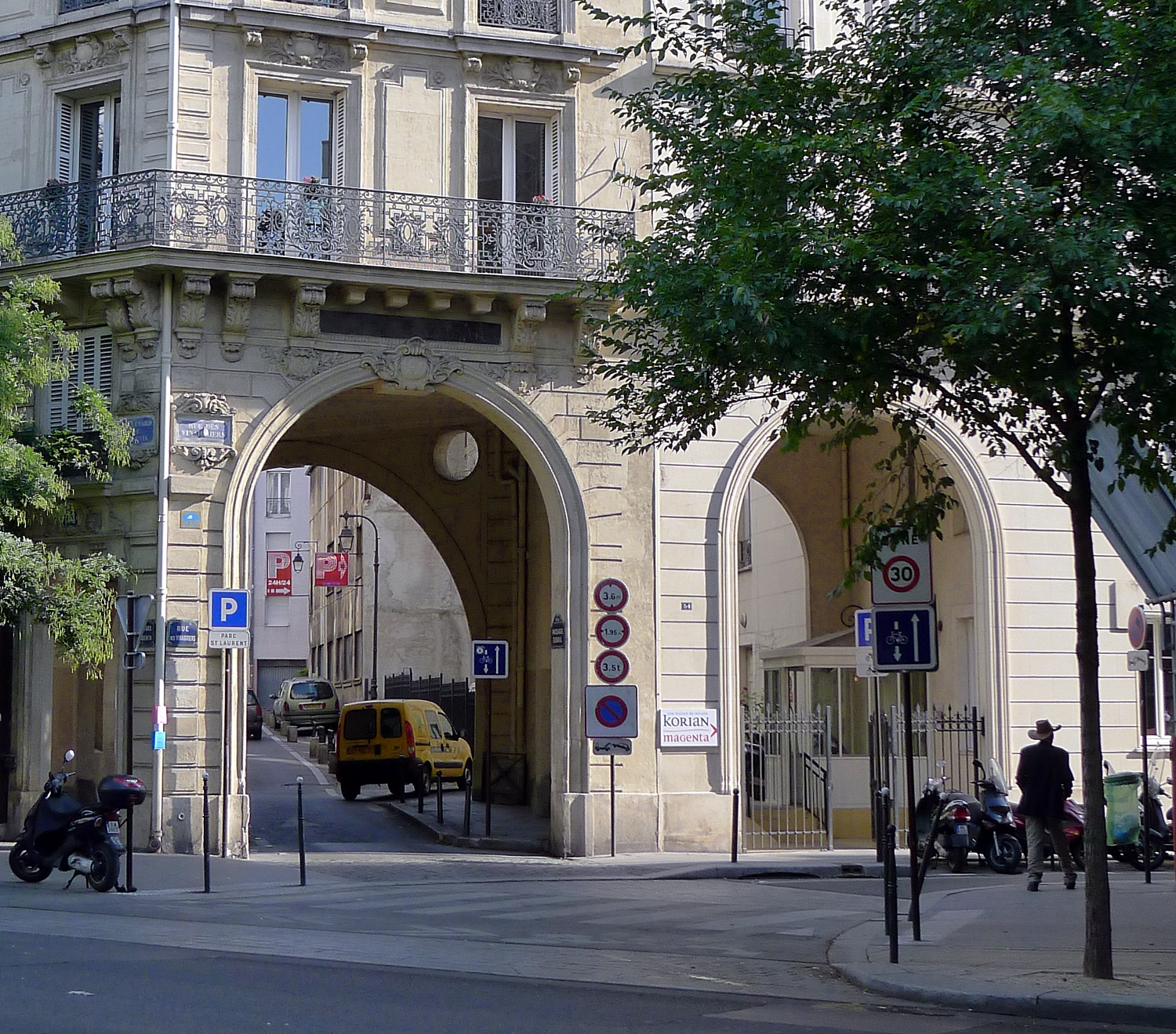
Entrée, côté rue des Vinaigriers, du passage Dubail.
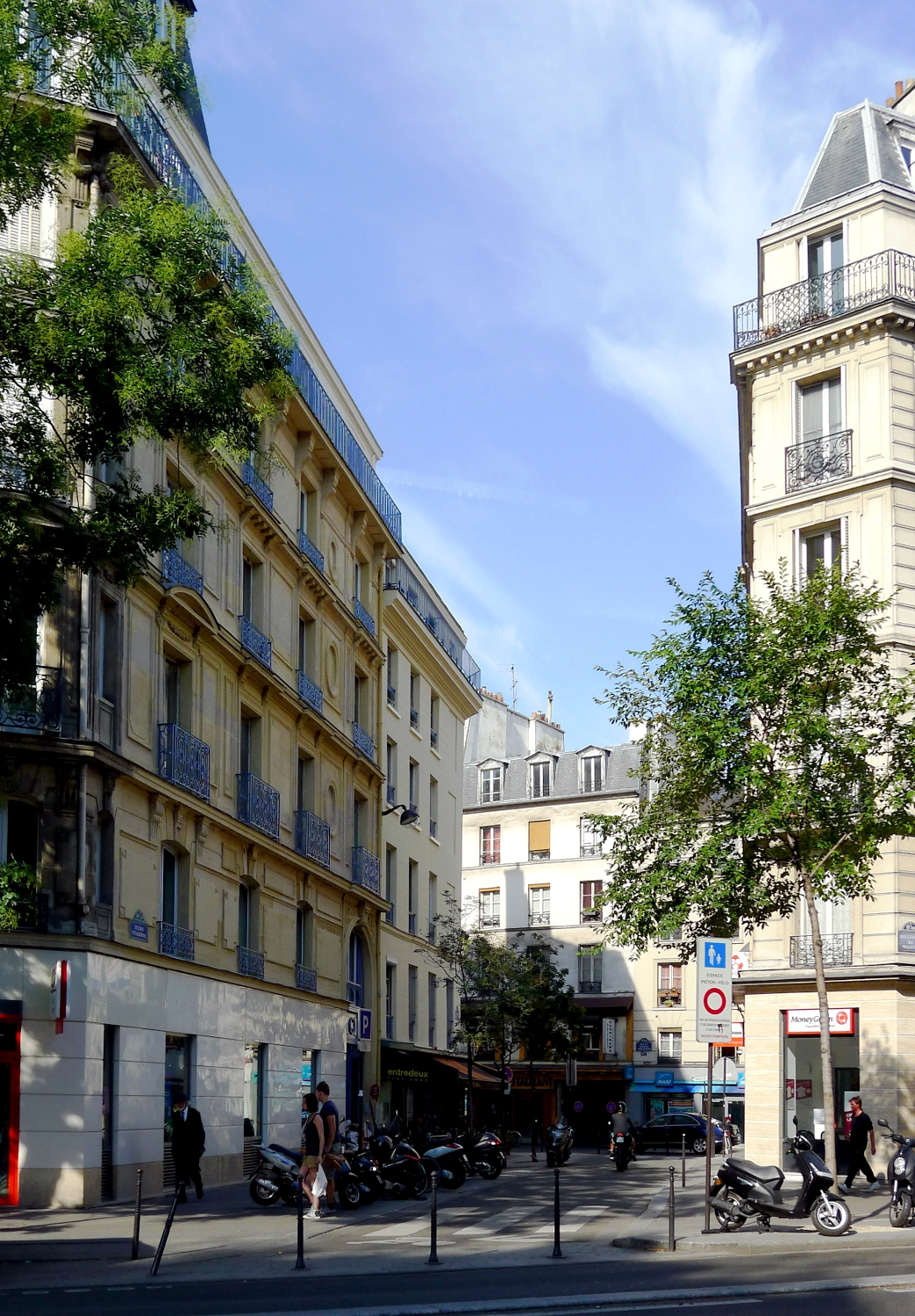
Partie occidentale de la rue, de l'autre côté du boulevard de Magenta.
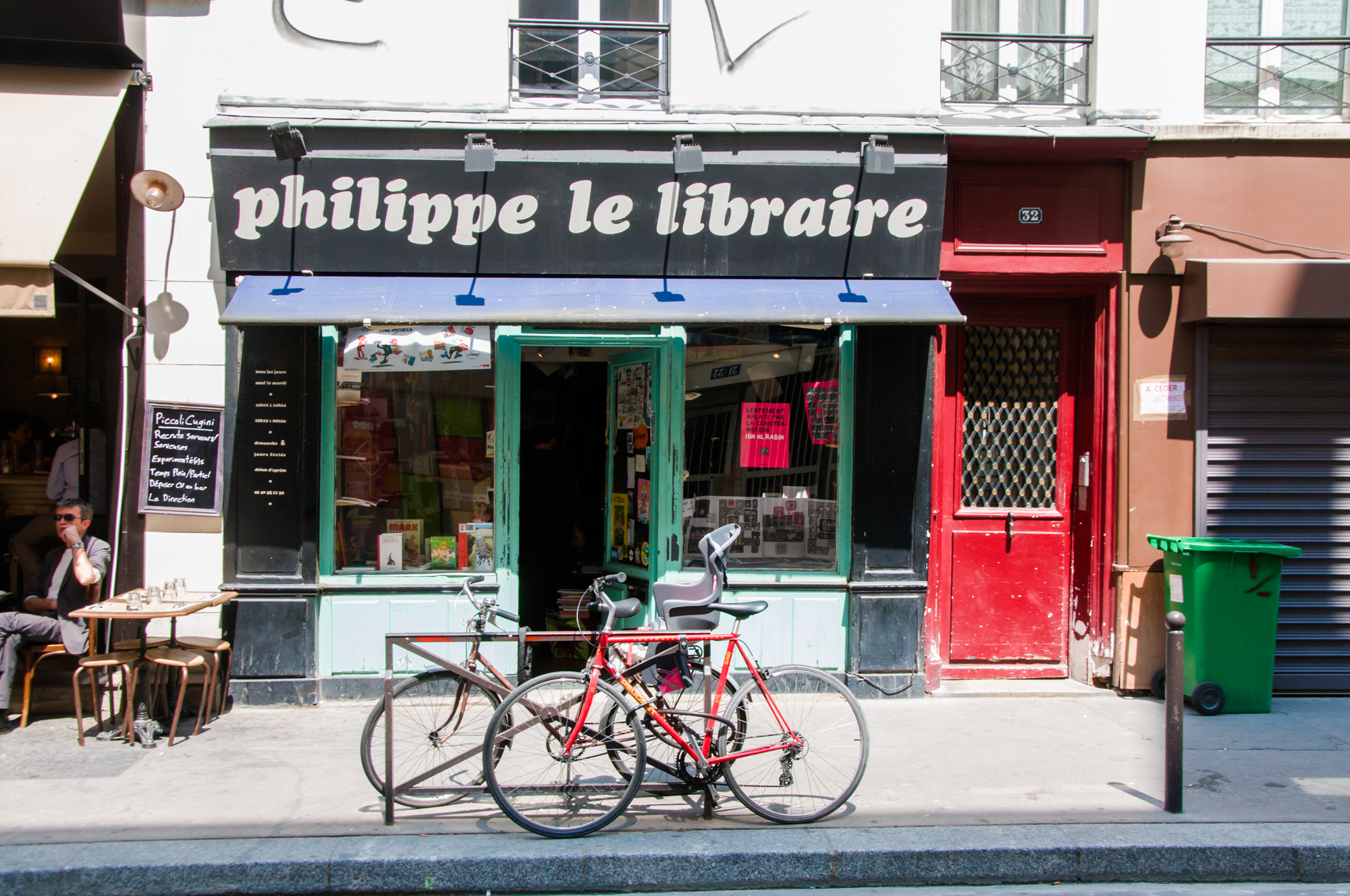
Librairie au no 32.